# Reuben Swinburne Clymer
Reuben Swinburne Clymer (Quakertown, Pennsylvania, 1878. november 25. – 1966. június 3.) amerikai okkultista és modern rózsakeresztes, a Fraternitas Rosae Crucis újraalapítója. Alternatív gyógyászattal foglalkozott, írt és publikált a vegetarianizmusról, a vallásokról, az alkímiáról, a spiritualizmusról, a szexuálmágiáról és Paschal Beverly Randolph (1825–1875) sajátosan értelmezett tanításairól. Ez utóbbiak vezettek konfliktusához Harvey Spencer Lewis-zal (1883–1939), az AMORC-kal, a FUDOSI-val, Aleister Crowley-val, sőt még az Amerikai Orvosok Szövetségével is.

## Élete
Clymer Quakertownban, Pennsylvania államban született. Orvoslást tanult Chicagoban és regisztrált csontkovács lett New Yorkban 1910-ben. Alternatív gyógyászati tevékenysége miatt problémái adódtak az Egyesült Államok kormányzati szerveivel és az Amerikai Orvosok Szövetségével. Csontkovácsként ellenezte a védőoltásokat és azt állította, hogy a rák elsődleges oka a húsevés, és - különösen amikor babbal, kenyérrel, burgonyával és sörrel fogyasztják - erkölcstelenséghez és elmebajhoz vezet.

### Randolph és az FRC
Clymer 1897-ben lépett be a Fraternitas Rosae Crucis-ba (FRC), melynek 1905-ben, 27-éves korában nagymestere lett.
1900-ban vagy 1904-ben kezdte meg a könyvkiadást Philosophical Publishing Company nevű cégével, melyet Paschal Beverly Randolph könyvei kiadására használt. Randolph mély hatást gyakorolt Clymerre, melyből merítve hagiográfia (szentek életével foglalkozó) kutatásokat végzett és ál-történetírásba fogott. Clymer azt állította, hogy okkult rendjeit - különösen a Fény Hermetikus Testvériséget Quakertownban - mind Randolph alapította (habár többnek semmilyen kapcsolata nem volt vele) és a főként kitalált történetük Randolph által összekapcsolódik.
Clymer következetesebb és tetszetősebb hitrendszert alakított ki Randolph gondolataiból, megtisztítva azt a problematikus szexuálmágiától és a számos önellentmondástól. A Clymer által összeállított áltörténet Randolphot ősi rózsakeresztes tradíció örökösének állítja be Amerikában. Ezt úgy valósította meg, hogy számos Randolph által hivatkozott személyt olyan titkos szervezetek tagjává változtatott, melyek az ókori egyiptomi rózsakeresztességhez kapcsolódtak, továbbá utalt egy ismeretlen fiatalemberre, aki találkozott Éliphas Lévivel és aki nem volt más, mint a fiatal Randolph. Ha Clymer híján volt kiindulópontnak, vagy nem tudott betömni egy rést a történetben, akkor Randolph és az ő testvérisége ellenségeinek aknamunkájára hivatkozott, akik a feljegyzéseket megsemmisítették. A nyugati okkultizmus állításain túl, amely a régi neoplatonistákhoz, alkimistákhoz, mágusokhoz kapcsolódik, Clymer Randolph "rendjét" összekapcsolta Abraham Lincoln, III. Napóleon, Alexandre Saint-Yves d'Alveydre, Papus, Albert Pike, és Saint-Germain gróf személyével is. Habár Clymer szemlátomást meg volt győződve az által összerakott Randolph-életrajz történeti hűségével, a közkeletű felfogás szerint nagyrészt fikció az egész.
Clymer szerint Randolph 1858-ban alapította az FRC-t, melynek vezetését Freeman B. Dowd-ra hagyta 1875-ben, majd utána Edward Brown vette ét és végül amely Clymerre szállt 1922-ben. A számos testvéri renddel ellentétben, Clymer határozottan visszautasította, hogy a rózsakereszteseknek különleges díszítményeik vagy (rituális) ékszereik lettek volna. Ennek következtében az FRC híján van bármiféle önreklámnak.
Más szervezeteket is alapított, így például: Church of Illumination (Megvilágosodás Egyháza), College of the Holy Grail (A Szent Grál Kollégiuma) és a Sons of Isis and Osiris (Ízisz és Ozírisz Fiai). A Church of Illumination az FRC külső szervezetének számított, mely "Isteni Törvény" néven terjesztette a tanításait, annak reményében, hogy a szimbolikus alkímia révén egy új kort fog megalapozni.

### Rivalizálás H. Spencer Lewissal
Clymer azon állítása, miszerint ő az amerikai rózsakeresztesség valódi vezetője, már önmagában nyílt versengéshez vezetett Harvey Spencer Lewis-zal, az AMORC alapítójával. Az elkeseredett rivalizálás azonban nagyban annak volt köszönhető, hogy tökéletesen ellentétesen látták a "szexuálmágia" szerepét és kölcsönösen romlottnak és eltévelyedettnek titulálták egymás tanításait, míg sajátjukét megvilágosodottnak és tisztának. Clymer a nézeteit jórészt Randolphtól kölcsönözte, akinél egy házaspár rendszeres "testnedv-cseréje" szükséges volt mindkettejük fizikai és spirituális egészségéhez.
Clymer és Lewis az Ordo Templi Orientis különböző nemzeti ágával szeretett volna - egymással versengve - hivatalos kapcsolatba lépni, mindezt hasonló sikerrel, így egyiknek sem sikerült a másik ellenében a legitimációját bebizonyítani és magához kötni az O.T.O.-t. Amikor Lewis, másokkal közreműködve, megalapította a FUDOSI-t (mely az AMORC-ot ismerte el az amerikai rózsakeresztesség örökösének), Clymer megalakította a FUDOFSI-t, Constant Chevillon és Jean Bricaud közreműködésével (akik az FRC-t támogatták), és akik azt állították, hogy Lewis FUDOSI-ja kudarcot vallott hitelességből. Ezekre a támadásokra válaszul az AMORC publikált egy anyagot, melyben Clymer elképzeléseit "az emberi elmében megfogant leghátborzongatóbb eszméknek" nevezte, majd később rámutatott, hogy önjelöltként és teljesen légből kapottan igényli vezető pozícióját az amerikai rózsakeresztességben. Clymer ezt azzal igyekezett megtorolni, hogy gyanút próbált kelteni Lewis doktorátusa kapcsán, azzal vádolva őt, hogy hiteltelen dokumentumokkal dobálózik és hogy - Aleister Crowley-val való rövid érintkezésére hivatkozva - fekete mágiát gyakorol. Crowley először segítséget ajánlott fel Lewisnak a Clymerrel való küzdelemben, de később megpróbált vezetői igénnyel fellépni az AMORC kapcsán, mely szakításhoz vezetett közöttük.
Ez az amerikai rivalizálás végül törést okozott az európai rózsakeresztességben is.

### Későbbi élete
Csak Lewis 1939-ben bekövetkezett halála és az Amerikai Orvosok Szövetsége jogi természetű támadásai vetettek véget Clymer és az AMORC közötti rivalizálásnak. Clymer folytathatta alternatív gyógyászati tevékenységét és haláláig, 1966-ig vezette az FRC-t, amikor is fia, Emerson Myron Clymer (1909-1983) követte őt e tisztségben.

## Írásai
Clymer populárisabb írásai a A Compendium of Occult Law (Titkos törvények összefoglalása), Mysteries of Osiris (Ozírisz misztériumok), és a The Rosicrucian Fraternity in America (Rózsakeresztes Testvériség Amerikában, 2 kötetben jelent meg 1935-1936-ban) voltak. Az utóbbi, az egyetlen testvériség hangsúlyozásával, nyíltan támadta az AMORC-ot és Lewist.
Ludovico Maria Sinistrari több művét is lefordította, azonban a Sinistrari által használt incubus és succubus fogalmait elementálokra cserélte és azt sugallta, hogy Jézus szűzen születése valójában Szűz Mária megtermékenyülése volt egy szalamander által.
Clymer táplálkozással kapcsolatos könyveket is írt Dietetics (Dietetika), illetve Diet, the Way to Health (Étrend, mint az egészség útja), továbbá egy szakácskönyvet Rose Cross Aid (Rózsakeresztes segédeszköz) címmel. 1904-ban oltás-ellenes röpiratot írt, mely két esetet ír le, amikor is gyermekek rosszul reagáltak az oltásra.

## Öröksége
Clymer részvétele új vallási mozgalmakban és a hasonló spirituális vezető személyiségeket (pl. Father Divine(en) vagy Prophet Jones(en)) kivétel nélkül övező drámák számos XX. század eleji detektívtörténetet inspiráltak, így például Dashiell Hammett krimi-író The Dain Curse című regényét.
Clymer művei jelenleg is népszerűek Amerikában. A gyógyítás iránti érdeklődése a mai napig áthatja az FRC-t, minthogy a Beverly Hall-beli központjukban kiropraktikai és természetgyógyászati szakrendelő működik. Paschal Beverly Randolph-fal kapcsolatos bő irodalma és tanításai máig hatással vannak a Randolph-ot tanulmányozókra, mely részben annak is köszönhető, hogy más forrásból keveset tudunk Randolph-ról.

## Lásd még
- R. Swinburne Clymer hivatalos életrajza
- Fraternitas Rosae Crucis weboldala

## Fordítás
- Ez a szócikk részben vagy egészben  a   Reuben Swinburne Clymer című angol Wikipédia-szócikk fordításán alapul.  Az eredeti cikk szerkesztőit annak laptörténete sorolja fel. Ez a jelzés csupán a megfogalmazás eredetét és a szerzői jogokat jelzi, nem szolgál a cikkben szereplő információk forrásmegjelöléseként.